# Ágyúgolyó
Ágyúgolyó, valódi nevén Sam Guthrie egy kitalált szereplő, szuperhős a Marvel Comics képregényeiben. A szereplőt Chris Claremont és Bob McLeod alkotta meg. Első megjelenése a Marvel Graphic Novel negyedik számában volt, 1982-ben.
Sam mutáns, az Új Mutánsok nevű szuperhőscsapat alapító tagja. Képes nagy sebességgel repülni miközben testét egy áthatolhatatlan erőtér védi a külső hatásokkal szemben. Sam Kentuckyból, egy szénbányász családból származik. Akárcsak ő, testvérei közül is sokan mutánsok.